# Tango (telecom)
Tango Services NV, een in 1998 gesticht telecommunicatiebedrijf, levert mobiele en vaste spraakdiensten en DSL-diensten in Luxemburg en vroeger ook in Liechtenstein. Tango werd in augustus 2008 door het Belgische telecombedrijf Belgacom overgenomen. Tango is een merknaam die door Belgacom wordt gehanteerd voor telefoondiensten.
Tango is de op een na grootste aanbieder van mobiele telefonie in het groothertogdom. Het bedrijf telde eind 2013 zo'n 280.000 klanten.